# Анусін (Люблінське воєводство)
Анусін (пол. Anusin) — село в Польщі, у гміні Селище Холмського повіту Люблінського воєводства.
Населення — 129 осіб (2011).
У 1975-1998 роках село належало до Холмського воєводства.

## Демографія
Демографічна структура станом на 31 березня 2011 року:
|          | Загалом | Допрацездатний вік | Працездатний вік | Постпрацездатний вік |
| -------- | ------- | ------------------ | ---------------- | -------------------- |
| Чоловіки | 65      | 18                 | 43               | 4                    |
| Жінки    | 64      | 10                 | 40               | 14                   |
| Разом    | 129     | 28                 | 83               | 18                   |